# Limnomedusae
Limnomedusae Kramp, 1938 é uma ordem de organismos aquáticos pertencente à classe Hydrozoa do filo Cnidaria.

## Descrição
O táxon Limnomedusae foi criado pelo biólogo marinho dinamarquês Paul Lassenius Kramp em 1938 para acomodar algumas famílias de águas-vivas com ciclo de vida bifásico. O agrupamento inclui géneros com medusas dotadas de estatocistos com génese ecto-endodermal e com gónadas localizadas ao longo dos canais radiais, mas também géneros que apresentam pólipos que não são recobertos por uma teca.
Análises de biologia molecular demonstraram que o grupo Limnomedusae não é monofilético. A família Armorhydridae, que contém um único género com uma única espécie validamente descrita, Armorhydra janowiczi, cujo habitat típico são fundos com sedimentos grosseiros, apresenta tentáculos ocos e não tem canais radiais. Esta morfologia corporal faz com que aparentemente não existam muitas semelhanças com as restantes famílias do agrupamento, pertencendo provavelmente a outro taxon.
A inclusão do grupo Microhydrulidae também é dúbia, pois o estágio de medusa não é conhecido e o minúsculo pólipo não tem tentáculos nem boca.

## Taxonomia
A ordem Limnomedusae, segundo o Catalogue of Life e o Dyntaxa, relaciona-se com os restantes taxa da classe Hydrozoa (hidrozoários) de acordo com o seguinte cladograma:
| Limnomedusae | \| \| Armorhydridae \| \| \| \| \| \| Microhydrulidae \| \| \| \| \| \| Monobrachiidae \| \| \| \| \| \| Olindiidae \| \| \| \| |
|              | \| \| Armorhydridae \| \| \| \| \| \| Microhydrulidae \| \| \| \| \| \| Monobrachiidae \| \| \| \| \| \| Olindiidae \| \| \| \| |
|              | Actinulida |
|              | |
|              | Anthoathecata |
|              | |
|              | Hydroida |
|              | |
|              | Laingiomedusae |
|              | |
|              | Leptothecata |
|              | |
|              | Narcomedusae |
|              | |
|              | Siphonophora |
|              | |
|              | Trachylida |
|              | |
|              | Trachymedusae |
|              | |
|              | Armorhydridae |
|              | |
|              | Microhydrulidae |
|              | |
|              | Monobrachiidae |
|              | |
|              | Olindiidae |
|              | |

|  | Armorhydridae   |
|  |                 |
|  | Microhydrulidae |
|  |                 |
|  | Monobrachiidae  |
|  |                 |
|  | Olindiidae      |
|  |                 |

A ordem Limnomedusae, segundo o World Register of Marine Species, correntemente inclui as seguintes famílias e géneros:
- Família Armorhydridae
  - Género Armorhydra Swedmark & Teissier, 1958
- Família Microhydrulidae
  - Género Microhydrula Valkanov, 1965
  - Género Rhaptapagis Bouillon & Deroux, 1967
- Família Monobrachiidae
  - Género Monobrachium Mereschkowsky, 1877
- Família Olindiidae
  - Género Aglauropsis Mueller, 1865
  - Género Astrohydra Hashimoto, 1981
  - Género Calpasoma Fuhrmann, 1939
  - Género Craspedacusta Lankester, 1880
  - Género Cubaia Mayer, 1894
  - Género Eperetmus Bigelow, 1915
  - Género Gonionemus A. Agassiz, 1862
  - Género Gossea L. Agassiz, 1862
  - Género Hexaphilia Gershwin & Zeidler, 2003
  - Género Keralic Khatri, 1984
  - Género Limnocnida Günther, 1893
  - Género Maeotias Ostroumoff, 1896
  - Género Mansariella Malhotra, Duda & Jyoti, 1976
  - Género Nuarchus Bigelow, 1912
  - Género Olindias Mueller, 1861
  - Género Scolionema
  - Género Vallentinia Browne, 1902